# NAVFAC Gerolakkos
NAVFAC Gerolakkos (auch NAVFAC Yerolakkos) war eine Station der US Naval Security Group, der nachrichtendienstliche Einheit der United States Navy auf Zypern. Die Station existierte von Juni 1957 bis zum 23. April 1974. Das Rufzeichen der Station war NKP.
Zu den Aufgaben der Station zählte das Abhören von Funksignalen und anderer elektronischer Nachrichten sowie deren Analyse und Entschlüsselung (Signals Intelligence) vor allem aus dem Nahen Osten. Die Naval Security Group war nicht nur Teil der Marine, sondern auch Teil des Central Security Services der National Security Agency und gab die gewonnenen Daten an diese weiter.

## Wirkung
Vor allem zu Beginn des Kalten Krieges war die Station von geostrategischer Bedeutung. Der unaufgeklärte Tod des UNO-Generalsekretärs Dag Hammarskjöld bei einem Flugzeugabsturz über Zambia am 18. September 1961 wurde ebenfalls in Gerloakkos wahrgenommen. Ein amerikanischer Geheimdienstmitarbeiter der Station auf der Naval Security Group Station Yerolakkos hörte den Flugfunk der Region mit und nahm den Funkspruch eines anderen Flugzeuges aus der Region auf. Er hörte in dem Funkspruch, wie der Pilot sich der DC6 von Hammarskjold näherte, seine Bordkanonen abfeuerte und dann meldete "I've hit it" ("Ich habe es getroffen"). Der Abschuss konnte von der NSA deutlich dokumentiert werden, obwohl er 5340 km von Zypern entfernt stattfand.
Die Station in Gerloakkos fokussierte ihre Arbeit auf die palästinensische Unabhängigkeitsbewegung PLO von Yasser Arafat und dessen Partei Fatah sowie die Organisation Black September. Ein Arabisch-Linguist, verantwortlich für den PLO-Desk in Gerloakkos, wird wie folgt zitiert: "Die NSA sendete Abschriften mit detaillierten Bewegungsdaten von gesuchten Terroristen an die CIA, welche diese an israelische Sicherheitskreise weitergab und einer der Typen war tot. Wir bekamen eine Nachricht, dass der und der über den Flughafen Athen ankommt, und dann liest du in der Jerusalem Post, dass eines der armen Schweine in einem Flughafen getötet wurde."